# Hilarión Daza Groselle
Hilarión Daza Groselle (Sucre, 14 gennaio 1840 – Uyuni, 27 febbraio 1894) è stato un politico boliviano di origini italiane che divenne Presidente della Bolivia tra il 1876 ed il 1879.

## Biografia
Daza Groselle nacque a Sucre nel 1840 ed era discendente di italiani originari dal Piemonte, cui cognome originario era in realtà Grosoli.
Di carriera militare, anche se figlio di poveri immigrati, con tenacia e capacità riuscì a primeggiare nella società boliviana. Infatti seppe guadagnarsi la stima dei superiori diventando generale in pochi anni, fino a tentare il golpe militare per diventare Presidente della Bolivia.
Daza Groselle prese il potere il 4 maggio 1876 in un colpo di Stato contro il presidente Tomás Frias Ametller. Ma per risanare il bilancio dello Stato in difficoltà, nel 1876 impose elevate tasse alle esportazioni di salnitro. Questo suscitò l'ira degli esportatori cileni, che controllavano la costa della Bolivia (allora affacciantesi sul Pacifico).
Il Cile vide questo atto di Daza Groselle come una violazione del contratto stabilito nei trattati di confine del 1874 e scatenò la Guerra del Pacifico nel febbraio 1879. I cileni vinsero l'alleanza boliviano-peruviana ed occuparono il territorio di Antofagasta ed Atacama nel Pacifico (1879-1884): la Bolivia perse così l'unico sbocco al mare che possedeva.
A causa della sconfitta militare, Daza nel mese di dicembre 1879 ebbe il suo governo rovesciato dall'opposizione politico-militare e -anche a furor di popolo- andò in esilio per 14 anni in Francia (e pure in Italia brevemente).

### Morte
Daza Groselle il 27 febbraio 1894 fu ucciso alla stazione di Uyuni, mentre ritornava in Bolivia per difendersi nel Congresso di La Paz da accuse ricevute dopo la sconfitta contro il Cile.